# 孔循
孔循（884年—931年4月4日），早年名为赵殷衡且曾姓李、朱，中国五代十国时期政权后梁、后唐官员。因与后唐明宗宠信的谋臣安重诲联盟，他在明宗年间显赫，但后来与安重诲生隙，被逐出中央政府，至死未能重返。

## 家世
孔循生于唐僖宗中和四年（884年），祖上、籍贯失载。早孤，流落到宣武军军部汴州，与董璋、高季昌都被富人李让养为子。后来朱全忠为宣武军节度使，李让成为朱全忠养子，孔循也改姓为朱。因此他长大后，与董璋、高季昌都效力朱全忠帐下，朱全忠诸子有一乳母喜爱他，养他为子，她丈夫姓赵，孔循就也姓了赵，取名殷衡。
天祐元年（904年），已控制唐昭宗的朱全忠迫唐昭宗从长安迁到他掌控更为牢固的洛阳。昭宗一到洛阳，所有宫内人员都被朱全忠所任，这样朱全忠可以牢固掌控宫中事务。以赵殷衡为宣徽副使，王殷为正使。在任上，赵殷衡与枢密使蒋玄晖、太常卿張廷範共同参与当年末奉朱全忠命弑昭宗的图谋。唐昭宗年幼的儿子唐哀帝继位。

## 唐哀帝年间
二年（905年），朱全忠准备篡位。蒋玄晖、张廷範和朱全忠另一盟友宰相柳璨因而筹备改朝换代的传统仪式步骤，其中包括为时封梁王的朱全忠封一个更大的王号，授九锡。但朱全忠不耐心，希望加速改朝换代。王殷和赵殷衡嫉妒蒋玄晖有权有宠，想取代他，十一月就趁出使汴州之机向朱全忠诬陷蒋玄晖、柳璨在用这些仪式延长唐朝国祚，以希局势有所改变，十二月又诬陷蒋玄晖与柳璨、张廷範于哀帝母何太后的居所积善宫夜宴，对太后焚香为誓，共商复唐，刻了石像埋在积善宫。朱全忠相信了，将蒋玄晖下狱，以赵殷衡权判宣徽院事，又斩蒋玄晖，罢枢密使及宣徽南院使之职，只置宣徽使一员，任王殷为之，赵殷衡为副。王殷、赵殷衡又诬称何太后私通蒋玄晖；她随后也被王殷和赵殷衡奉朱全忠密令缢杀于积善宫。朱全忠并捕杀柳璨、张廷範。赵殷衡被任为枢密副使。朱全忠于四年（907年）迫唐哀帝禅位于己，代唐建立后梁，为后梁太祖皇帝。

## 后梁年间
后梁乾化元年（911年）七月，太祖赏保义军节度使王檀守御邢州之功，加开府仪同三司、检校太尉，进封琅琊郡王，命时任宣徽使的赵殷衡携诏书慰谕，赐绢千匹、银千两。后梁年间，赵殷衡历任汝州防御使、左卫大将军、租庸使，改回原本姓名孔循。

## 后唐年间

### 后唐庄宗年间及影响
龙德三年（923年），后梁为大敌后唐所灭，孔循成为后唐庄宗部下。同光二年（924年）八月，租庸使王正言中风。因庄宗宠信的伶人景进推荐，庄宗提拔王正言副使孔谦为正使，时任右威卫大将军的孔循为副使。在庄宗统治的余年，孔谦以为增加皇帝个人收入而对百姓课以重税闻名，导致百姓怨恨庄宗。孔循在孔谦抽重税行为中起到的作用不详。
三年（925年）四月，孔循权知汴州。四年（926年），庄宗因遭到百姓和自己将领的怨恨面临多起叛乱。一個名叫皇甫暉的士兵因為賭博失利，煽動同袍們發動了兵變，是為鄴城之變，引發一連串的叛亂，庄宗养兄李嗣源奉命前去鄴城平亂，卻被士兵挾持而一起叛變。三月，李嗣源从邺城向汴州南下，庄宗也意图从都城洛阳前往汴州阻止李嗣源进军。孔循决定首鼠两端，于是同时遣使奉表去庄宗处和秘密送款李嗣源，欢迎他们，并秘密告诉下属：“先到的入城。”预备以北门迎李嗣源，西门迎庄宗，备下了相同的礼物。城中的骑将曹州刺史西方邺责怪他说：“主上破梁，对公有不杀之恩，你为什么想迎接总管（指李嗣源）？”孔循不答。西方邺揣度孔循不可以理相争，考虑到李嗣源部下左射军统领石敬瑭的妻子是李嗣源的女儿，正在汴州，想杀了她来坚定人心。孔循知其谋，将石妻藏在家中，西方邺无可奈何。李嗣源先到汴州，于是孔循迎接李嗣源入城。庄宗意识到这以后，回到洛阳。李嗣源发兵洛阳，时前翰林学士冯道因服丧完毕刚被复召，行经汴州，孔循劝冯道暂留等待，冯道说：“吾奉诏赴阙，岂可自留！”快速赶到洛阳。四月，庄宗在洛阳被部将从马直指挥使郭从谦发起的兵变所害。李嗣源随后入洛阳，初自称监国，仍在思量是自己夺位还是将帝位给正从后唐灭前蜀之战班师的庄宗子李继岌。时值前朝枢密使张居翰告老，在李嗣源盟友武宁军节度使李绍真推荐下，李嗣源以孔循为枢密副使。不久李继岌被部将们抛弃，自杀，李嗣源准备登基。孔循以左骁卫大将军被任为枢密使。李绍真和孔循认为唐朝国运已尽，建议另建国号，不再用唐朝的土德，但因吏部尚书李琪建议，李嗣源决定维持唐国号，以庄宗继承人身份继位，即后唐明宗。

### 后唐明宗年间
明宗刚登基不久，因不识字，多命在朝政中有权势的近臣枢密使安重诲读四方奏折，但安重诲學問粗淺，時常不懂文辞的深意。孔循教安重诲访求儒者置于左右，而两人都不知道唐朝故事，于是因孔循建议遵循唐朝侍读官员之号，五月，明宗設置端明殿学士，任命冯道等为之。六月，汴州控鹤指挥使张谏作乱，很快被马步都指挥使、曹州刺史李彦饶镇压。明宗命孔循暂时知汴州，并逮捕作乱者指挥使赵虔等家属三千余家。又加孔循检校太保、守秘书监，依前充枢密使。孔循奉命将赵虔等全部族诛。
同时孔循与安重诲结盟。安重诲因孔循熟知朝廷故事，常听其建议。明宗罢前朝宰相豆卢革和韦说后，考虑相國的繼位人選。任圜即将拜相。安重诲不希望任圜被任为唯一的宰相，问孔循宰相人选。孔循不喜欢河北人（即后唐前身晋国境内人，与被称为河南人的原后梁境内人相对）为宰相，且与曾同在后梁共事的太子宾客郑珏交好，于是称郑珏在后梁贞明年间久在中书省为宰相，性畏慎有长者之风，美文辞，好人物；并推荐太常卿崔协。而任圜在成为宰相后则推荐李琪。郑珏被任为宰相，任圜、安重诲、郑珏、孔循商议宰相人选。孔循希望崔协也被任为宰相，且与郑珏都厌恶李琪，二人对安重诲称“李琪不是没有文才，但不廉洁！宰相，端方有器度的人足以为之，太常卿崔协可以。”后来群臣在明宗面前议论拜相时，安重诲推荐崔协，任圜反对。朝议没有结果，退朝时，宰相和枢密使在中兴殿廊屋下休息，孔循不作揖，拂衣而去，说：“天下事一也是任圜，二也是任圜，任圜是什么人！假如崔协暴死就算了，不死就必须做宰相。”于是称病不朝数日，明宗派安重诲告谕之，才入朝。孔循与安重诲每天说李琪的短处而称誉崔协，于是天成二年（927年）正月，明宗终以崔协、冯道并为宰相。当月又加安重诲兼侍中、孔循检校太傅、同平章事。任圜看重中书舍人李愚，屡次对安重诲推荐，欲用为宰相，也因孔循用事援引崔协而无果。
庄宗死后，已有独立于朝廷之举的荆南节度使南平王高季兴（即高季昌）更有独立之举，当年二月，攻取相邻的夔州。明宗怒讨之，以山南东道节度使刘训为南面招讨使、知荆南行府事。三月，刘训围荆南军部江陵，但因江陵城坚不能速克，将士及刘训本人都染病。四月，明宗派孔循去江陵前线劳军及视察战况。五月，孔循到，遣使入城说降，高季兴拒绝。山南东道军部襄州小校献上竹龙之术，造两道竹龙到江陵城下，也无用。江陵城防依旧坚固，明宗只得诏刘训军回。
九月，明宗将幸汴州，以孔循兼东都留守。
孔循性格狡猾奸佞，时仍为安重诲所亲信。明宗想以安重诲女儿为皇子妻，孔循对安重诲说：“公是机密之臣，不宜与皇子建立姻亲。”安重诲以为孔循此建议是好意，拒绝了明宗。久后有人对安重诲说：“孔循善于离间人，不可让他处在机密的地方。”孔循闻讯，也秘密派人结交明宗宠妃王德妃，以请求把自己的女儿嫁给皇子，于是王德妃请求以孔循女为皇子李从厚妻。明宗同意了。安重诲大怒。三年（928年）二月，以孔循充忠武军节度使，逐出中央政府，仍保留同平章事为荣衔及兼东都留守。郑珏在相位碌碌无为又患病耳聋，孔循罢官后他也不自安，急忙称病请辞，最终致仕。三月，中书省奏称孟夏荐飨应该由宰相行事，在朝只有宰相二员，推荐孔循摄太尉行事，孔循称自己作为使相有军务在身，不宜做祭祀这样重要的事。七月，洛阳有人私自酿酒，违背酒只能由国家专营的禁令，孔循灭其族。明宗认为这很冤枉，尽管没有为此惩罚孔循，却也在他人奏请下下诏允许百姓私自酿酒。十一月，李从厚与孔循女结婚，孔循去汴州参加婚礼，结交王德妃党羽，意图留在朝中；安重诲坚决反对，婚礼后，明宗命孔循回忠武军。四年（929年）四月，追回孔循带去藩镇赴任的中书直省吏。
长兴元年（930年）三月，孔循又被任为横海军节度使。二年（931年）三月，卒于任上。朝廷为之废朝。孔循女将在明宗死后李从厚的短暂统治时期内成为皇后。